# Kalkadoon (Stamm)
Die Kalkadoon, auch Kalkadunga genannt, sind ein Stamm der Aborigines, der bei Mount Isa in Queensland lebt. Dieser Stamm ist bekannt dadurch geworden, dass es sich gegen die Landnahme in ihrem Stammesgebiet gegen die weißen Siedler gewaltsam wehrte. Im Jahre 1884 wurden in der Schlacht am „Battle Mountain“ mit der Nationalpolizei etwa 200 von ihnen in dem Massaker erschossen.

## Battle Mountain
Das Gebiet der Kalkadoon wurde von William John Wills und Robert O’Hara Burke, die den Cloncurry River 1861 überquerten, als Europäer erstmals betreten und anschließend von Siedlern erschlossen. Die Kalkadoon fassten die Besiedlung als Angriff auf ihre Kultur und Landrechte, die sie seit Jahrtausenden besaßen an und wehrten sich. Bereits im Januar 1883 wurde die Nationalpolizei im McKinlay Range angegriffen, als sie dort kampierte und sich ins Gebiet der Kalkadoon begab. Ein Polizeioffizier und drei Reiter kamen durch Speere ums Leben. Während Siedler sich ab 1861 niederließen und einzelne versuchten, die Kalkadoon-Sprache zu erlernen, gab es Einzelfälle tödlicher Auseinandersetzungen mit Siedlern. 1884 wurde ein Siedler in einer Auseinandersetzung durch einen Speer getötet, als er seine Rinder hütete. Daraufhin trieben der Polizist Frederick Charles Urquhart und der Schotte Alexander Kennedy die Kalkadoons in eine Schlucht und veranstalteten ein Massaker unter ihnen. Dabei töteten sie auch wehrlose Frauen und Kinder.
Als ein chinesischer Schafhirt beim Attackieren der Kalkadoon mit einem Buschfeuer bei der Granadastation an den Argylla Ranges getötet wurde, zogen sich diese auf einen steilen Hügel zurück. Daraufhin begaben sich 200 Polizisten und sonstige Männer auf Pferden dorthin und der Kampf am Battle Mountain begann. Die 200 bewaffneten Reiter konnten den steilen Hügel nicht erklimmen; die Aborigines attackierten sie mit Speeren und verletzten sie. Dabei wurde auch der Führer der Weißen, Urquhart, verletzt und war stundenlang außer Gefecht. Als er wieder zu sich kam, teilte er seine Streitmacht auf und griff von zwei Seiten an. Dadurch sahen sich die Aborigines gezwungen, ihre Stellung zu verlassen. Beim deckungslosen Abstieg vom Hügel gerieten sie ins Feuer der Weißen, die etwa 200 Kalkadoons massakrierten. Damit war dieser Stamm nahezu ausgerottet.

## Kalkadoon-Land
Durch einen Gesetzesakt, den Native Title Act, haben die Kalkadoon 52.212 Quadratkilometer Land bei Mount Isa zurückerhalten. Dieser Aborigine-Stamm hält stark an seinem Land fest und fing, nachdem es sein Land zurückerhalten hatte damit an, seine eigene Kultur, die eigene Wirtschaft und die Beziehungen zu seinem Land wiederherzustellen. Künstler der Kalkadoons sind inzwischen erfolgreiche Maler.

## Hinweis
Der Name Kalkadoon kommt auch im Namen einer endemischen Sperlingsvogelart in Queensland vor, der Kalkadoon-Grasschlüpfer aus der Familie der Staffelschwänze.

## Einzelnachweis
1. ↑  Native Title Act (Memento des Originals vom 14. September 2009 im Internet Archive)  Info: Der Archivlink wurde automatisch eingesetzt und noch nicht geprüft. Bitte prüfe Original- und Archivlink gemäß Anleitung und entferne dann diesen Hinweis.